# Szentes
Szentes is een plaats (város) en gemeente in het Hongaarse comitaat Csongrád. Szentes telt 29.117 inwoners (2009).